# ユージン交響楽団
ユージン交響楽団（ユージンこうきょうがくだん、Eugene Symphony）は、アメリカ合衆国オレゴン州ユージン市を拠点に置くオーケストラ。

## 概要
ハルト・センターのシルヴァ・コンサートホールで演奏を行っている。毎年行っているクラシックとポピュラーの演奏会には、約25,000人が訪れる。

## 歴代音楽監督
- マリン・オールソップ (1989年- 1996年)
- ミゲル・ハース・ベドヤ (1996年 – 2002年)
- ジャンカルロ・ゲレーロ (2002年 – 2009年)
- ダニエル・ラチェフ（2009年 – 2017年）
- ランチェスコ・レッチェ＝チョン (2017年 – 2024年)
- アレックス・プライアー (2025年 – )[2]